# 穴 (モノローグ集)
『モノローグ集 穴』（モノローグしゅう あな）は、劇作家・脚本家・映画監督・舞台演出家の渋谷悠作の戯曲集である。

## 概要
女優モノローグ19篇、俳優モノローグ20篇を収録。
「書かないと消えそうなもの」をテーマに、39人の心の内側を描いている。モノローグとは演劇や映画などにおける一人芝居のことであり、この本に収録されているモノローグはそれぞれ、5分～10分で起承転結する。渋谷悠によるモノローグ台本は全て「日本の演劇界・映画界にモノローグを広めたい」というビジョンのもと、渋谷に対する使用許可・上演料は不要としている。
2022年夏に、モノローグ集第二弾となる『モノローグ集 ハザマ』の出版が予定されている。『モノローグ集 ハザマ』には、『穴』に収録されている作品と同様の5分〜10分で起承転結するモノローグ台本の他、SNSの動画投稿やオーディション時の宣材などとして使える2分程度のモノローグ台本も収録予定である。

## 収録作品
女優モノローグ19篇、俳優モノローグ20篇を収録。女優モノローグ・俳優モノローグと便宜上分けているが、『祈り』『プレゼンテーション』『ざらざら』『点繋ぎ』辺りは性別に関係なく演じられるとしている。
対象が発話者の感情を刺激する人であるモノローグ、対象が発話者の話を引き出す人であるモノローグ（例：インタビュー）、対象がいるがその対象は反応しないモノローグ（例：お墓、手紙）、対象がいない独白や詩のようなモノローグなど、さまざまなタイプのモノローグ台本が収録されており、演技の訓練に役立てることができる。
下記、タイトル名の後に（★）がついている作品は、作者の渋谷悠が、モノローグ台本公開サイトで作品を無料公開している作品である。
下記、タイトル名の後に（☆）がついている作品は、作者の渋谷悠本人がYouTubeで朗読を公開している作品である。

### 女優モノローグ
- 生命線…「自らの掌をカッターで傷つけ、生命線を延ばそうとする女」のモノローグ
- 生まれ変わる
- メデューサ
- 好き（★）
- アロマセラピー
- 息子
- インタビュー（★）
- 勧誘
- 魚（★）
- 穴（★）
- 作り話（★）
- メリーゴラウンド（★）
- 宇宙人
- 最後の営業（★）
- 離婚届（★）
- 強制朗読事件（★）…「元彼の葬式で遺書を朗読させられる女」のモノローグ
- 幸あれ
- うん（★）
- 祈り…「神に祈りを捧げるホームレスの女」のモノローグ

### 俳優モノローグ
- ＴVゲーム
- ソクバッキー
- 幻聴（★）…「亡くなった母親の声の幻聴が聞こえる男」のモノローグ
- 久保さんの人生が変わった日（☆）
- ホストの説教（★）
- 反省会
- マイクロビキニ
- プレゼンテーション
- 逸郎さん（★）
- ざらざら
- 悪魔
- 口紅（★）…「妻に浮気を疑われ、弁解する女装趣味の男」のモノローグ
- 弁慶によろしく（★）
- 共食い（★）
- プリン体
- 白紙（★）
- 証明写真（★）
- ヒモ理論（★）
- タイムカプセル
- 点繋ぎ（★）